# Quan hệ Bắc Triều Tiên – Hoa Kỳ
Quan hệ Hoa Kỳ - Cộng hòa Dân chủ Nhân dân Triều Tiên là mối quan hệ ngoại giao không chính thức giữa Hoa Kỳ và Cộng hòa Dân chủ Nhân dân Triều Tiên. Quan hệ này bắt đầu hình thành từ khi chiến tranh Triều Tiên bùng nổ, trong chiến tranh, lực lượng Không quân Hoa Kỳ đã phát động chiến dịch ném bom nhắm vào lãnh thổ của CHDCND Triều Tiên để ngăn chặn nước này tiếp tục tấn công vào Hàn Quốc, gây ra cái chết cho hàng triệu quân và dân Triều Tiên. Kể từ đó, quan hệ giữa hai nước luôn luôn ở trong tình trạng thù địch và không bao giờ tốt đẹp. Trong những năm gần đây, việc Triều Tiên liên tiếp thử nghiệm vũ khí hạt nhân và thực hiện các chương trình phóng tên lửa đạn đạo để đe dọa, răn đe Hoa Kỳ và việc Hoa Kỳ liên tục áp đặt lệnh trừng phạt lên Triều Tiên để gây sức ép cho nước này từ bỏ chương trình tên lửa đạn đạo, cùng với đó là việc chính phủ Hoa Kỳ cáo buộc Triều Tiên gián tiếp gây ra cái chết cho Otto Warmbier, một sinh viên Hoa Kỳ đang du lịch ở nước này càng làm cho mối quan hệ giữa hai nước tuột dốc thê thảm hơn nữa. Tổng thống Mỹ George W. Bush đã từng coi Triều Tiên là "quốc gia nguy hiểm nhất thế giới" vì những mối đe doạ đến từ kho vũ khí hạt nhân của nước này.
Vì Hợp Chúng quốc Hoa Kỳ và CHDCND Triều Tiên hoàn toàn không có quan hệ ngoại giao chính thức, nên Thụy Điển (một thành viên của EU) sẽ là quốc gia hoạt động với tư cách là "người bảo vệ quyền lực" của Hoa Kỳ ở Triều Tiên cho những vấn đề lãnh sự. Kể từ sau Chiến tranh Triều Tiên, Hoa Kỳ đã duy trì một lực lượng quân sự mạnh tại lãnh thổ Hàn Quốc để đề phòng việc nước này bị Triều Tiên tấn công phủ đầu. Hoa Kỳ cũng xem Hàn Quốc là nhà nước hợp pháp duy nhất ở bán đảo Triều Tiên.
Trong năm 2015, theo một cuộc thăm dò ý kiến về Những vấn đề thế giới hằng năm của Gallup, chỉ có 4% người dân Mỹ xem Triều Tiên là bạn, 90% coi Triều Tiên là kẻ thù. Về phía Triều Tiên, chỉ có 9% người dân nước này bày tỏ sự yêu thích đối với Hoa Kỳ còn 87% thì bày tỏ sự căm ghét Hoa Kỳ.   

## So sánh giữa hai nước
|                       | Hoa Kỳ                                     | CHDCND Triều Tiên                                                                                    |
| --------------------- | ------------------------------------------ | --- |
| Dân số                | 324,720,000                                | 25,394,500                                                                                           |
| Diện tích             | 9.826.630 km2 (3.794.080 dặm vuông Anh)    | 120,540 km2 (46,541 dặm vuông Anh)                                                                   |
| Mật độ dân số         | 35/km2 (91/sq mi)                          | 202/km2 (520/sq mi)                                                                                  |
| Thủ đô                | Washington, D.C.                           | Bình Nhưỡng                                                                                          |
| Thành phố lớn nhất    | Thành phố New York – 8,594,000             | Bình Nhưỡng – 2,586,389                                                                              |
| Chính phủ             | Liên bang tổng thống chế cộng hòa lập hiến | Nhà nước đơn nhất một đảng theo Tư tưởng Chủ thể cùng chính sách Songun dưới chế độ độc tài toàn trị |
| Lãnh tụ               | George Washington                          | Kim Nhật Thành                                                                                       |
| Nhà lãnh đạo hiện tại | Joe Biden                                  | Kim Jong-un                                                                                          |
| Ngôn ngữ chính thức   | Tiếng Anh                                  | Tiếng Triều Tiên                                                                                     |
| GDP (danh nghĩa)      | 22.950 nghìn tỷ USD                        | ~ 40 tỷ USD                                                                                          |